# Hattenhofen (Baviera)
Hattenhofen es un municipio situado en el distrito de Fürstenfeldbruck, en el estado federado de Baviera (Alemania), con una población a finales de 2016 de unos 1529 habitantes.
Se encuentra ubicado en la región de Alta Baviera, a poca distancia al oeste de la ciudad de Múnich —la capital del estado—.